# Ряжский зоопарк
Ряжский зоопа́рк — частный зоопарк в посёлке Свет Ряжского района Рязанской области.

## История
Зоопарк создан на частные средства местного бизнесмена на территории Ряжской МТС. Первыми обитателями зоопарка стали две самки рыси и медведица. Многие животные были завезены из других зоопарков (в основном из Липецкого), в том числе контактных. Некоторые особи были спасены от гибели в дикой природе.
Зоопарк открыт для посещения ежедневно с 9.00 до 18.00 (май-октябрь) и с 9.00 до 17.00 (октябрь-май). С 2 июня 2023 года зоопарк начал взимать плату за вход: взрослый билет (старше 14 лет) - 250 рублей, дети от 3 до 14 лет - 150рублей, дети до 3 лет - бесплатно.

## Животные

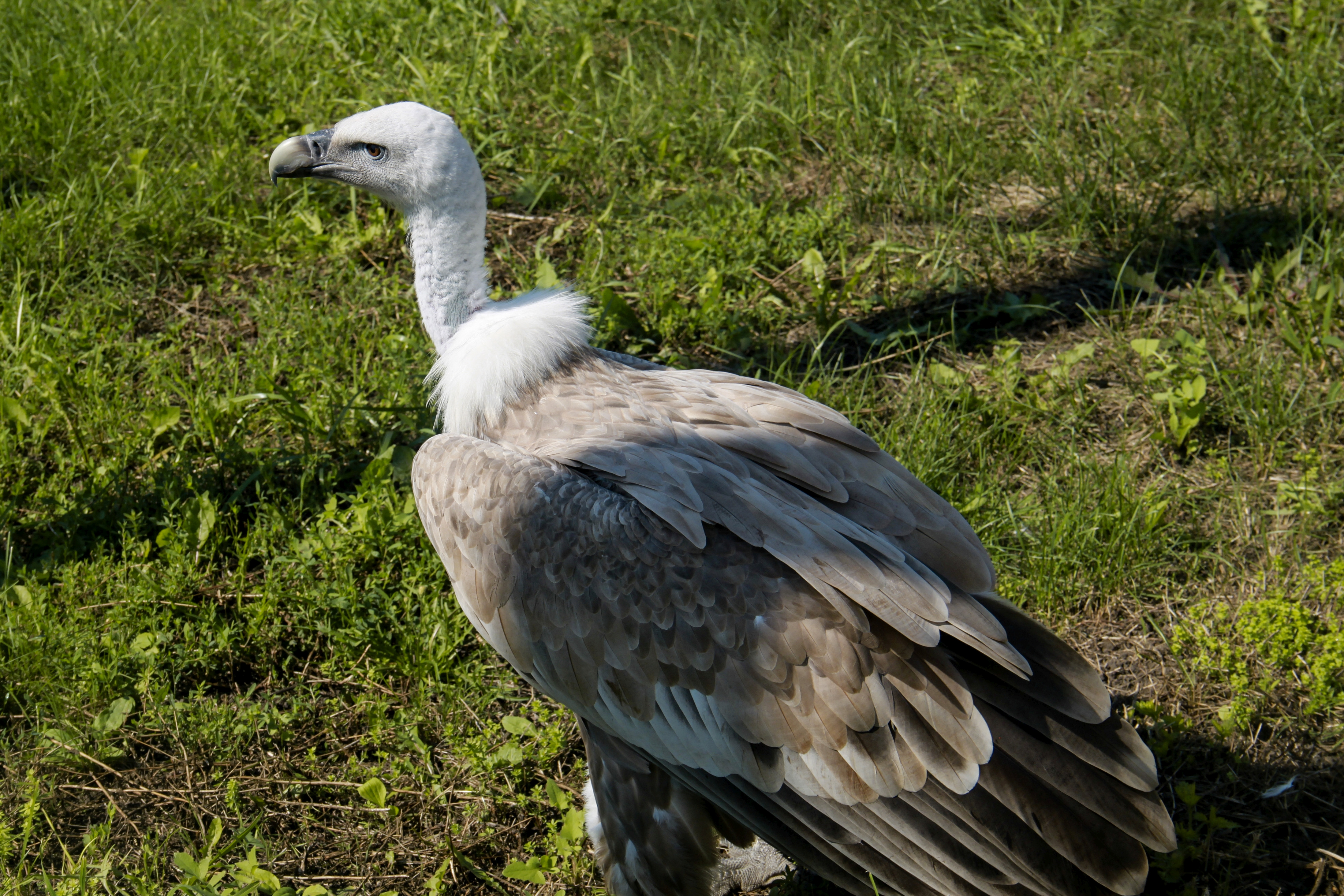
Сип белоголовый

На данный момент в зоопарке насчитывается более 130 особей различных животных. Среди них:

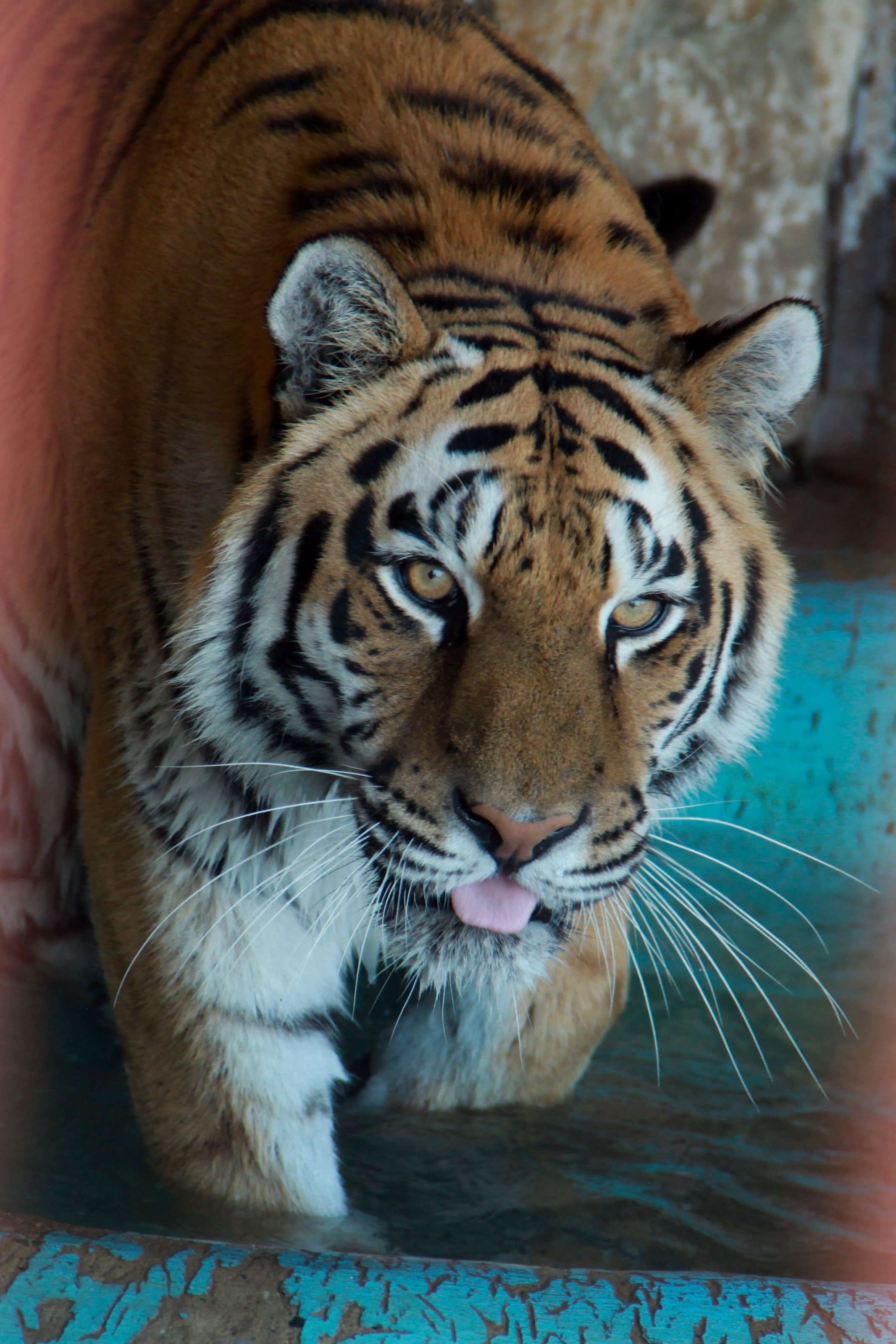
Амурский тигр

- Бурый медведь
- Дальневосточный леопард
- Африканский лев
- Амурский тигр
- Обыкновенная лисица
- Чернобурая лисица
- Волк обыкновенный
- Рысь
- Европейский муфлон
- Европейская лань
- Гуанако
- Енот-полоскун
- Шетландский пони
- АльпакаАмурский тигр
- Як
- Верблюд
- Макак-резус
- Сип белоголовый
- Чёрный гриф
- Ястреб-тетеревятник
- Журавль-красавка
- Жако
- Корелла
- Белолобый гусь
- Эму
- Морские свинки
- Кролики
- Хорёк
- Белка
- Красноухая черепаха

## Адрес зоопарка
Россия, Рязанская область, Ряжский район, посёлок Свет, ул. Дорожная, 19. тел.: 8-920-95-59-101.